# کالواتونه
کالواتونه (به ایتالیایی: Calvatone) یک کومونه در ایتالیا است که در استان کریمونا واقع شده‌است.

## خصوصیات
کالواتونه ۱۳٫۵ کیلومترمربع مساحت و ۱٬۲۹۴ نفر جمعیت دارد.